# Акай (Кызылординская область)
Акай (каз. Ақай) — село в Кармакшинском районе Кызылординской области Казахстана. Административный центр и единственный населённый пункт Акайского сельского округа. Код КАТО — 434633100.
Село Акай расположено на правом берегу Сырдарьи, непосредственно к западу от города Байконур, большинство жителей работает в городе.

## Население
В 1999 году население села составляло 1243 человека (629 мужчин и 614 женщин). По данным переписи 2009 года в селе проживали 3853 человека (1972 мужчины и 1881 женщина).

## История и современное состояние
Село возникло в 1960-х годах как совхоз № 22 Министерства обороны СССР, который обеспечивал продовольствием город Ленинск (ныне город Байконур) и компактно располагался на берегу реки Сырдарья. В селе функционировали птицефабрика, фермы по разведению коров и свиней, мясокомбинат, пивной завод, посадки овощей (в том числе в теплицах). По состоянию на конец 1980-х годов в селе проживали около 1000 человек.
В начале 1990-х после распада СССР предприятия в Акае прекратили работу и были разрушены. С тех пор в Акай стали прибывать люди из других сёл области, стремящиеся найти работу в Байконуре. Население села к 2014 году увеличилось до пяти тысяч человек. В селе работой обеспечены только те, кто занят в школе, в двух детсадах, в библиотеке, клубе и акимате. За 20 лет село увеличилось по размеру в несколько раз, границы села расширились в западном и северном направлении на 1500—2000 м. Начата застройка участков, расположенных севернее автодороги г. Байконур — аэропорт «Крайний». Так же в селе имеется мечеть "Мүсірәлі Сопы Әзіз".
По состоянию на 2014 год в селе ведётся строительство ряда объектов по государственной программе: детский сад на 280 мест, школа на 600 мест, врачебная амбулатория на 30 посещений в смену.